# 1525 en littérature
| Années de la littérature : 1522 - 1523 - 1524 - 1525 - 1526 - 1527 - 1528    |
| Décennies de la littérature : 1490 - 1500 - 1510 - 1520 - 1530 - 1540 - 1550 |

Cet article présente les faits marquants de l'année 1525 en littérature.

## Événements
- 24 février : en France, la captivité du roi après sa défaite à Pavie entraîne une vague de répression dans le domaine religieux[1].
- 2 avril : édit censurant les livres protestants en Espagne [2].
- 3 octobre : dispersion du Cénacle de Meaux où, aux côtes de l’évêque Briçonnet figurent Lefèvre d’Etaples, Martial Mazurier, Gérard Roussel et Michel d'Arande[1].

- William Tyndale traduit les évangiles en anglais. Son New Testament est confié à l’imprimeur Peter Quentell, de Cologne, mais l’intervention de Jean Cochlaeus, adversaire de Luther l’empêche de terminer la publication. Tyndale emporte son manuscrit à Worms où Peter Schoeffer l’imprime en février 1526[3].
- Début de la construction de la bibliothèque Laurentienne à Florence sur des plans de Michel-Ange[4].

## Parutions
- Septembre : première édition à Venise de Prose della volgar lingua (it) (« Proses sur la langue vulgaire »), de Pietro Bembo (1470-1547), dont le manuscrit a été présenté au pape Clément VII à Rome en octobre 1524. Philologue et linguiste, il réévalue l’usage de la langue vulgaire italienne[5].

- Albrecht Dürer, Underweysung der Messung, mit dem Zirckel und Richtscheyt, in Linien, Ebenen unnd gantzen corporen (pour la mesure à la règle et au compas des lignes, surfaces et corps entiers), Nuremberg, un traité de géométrie d'une grande originalité[6].
- Martin Luther, De servo arbitrio (« Du serf arbitre »)[7].
- L’évêque de Linköping Hans Brask (en) publie un livre d’heures suédois (Den svenska Tideboken) qui contient des textes sacrés encore inédits en suédois et une version originale des Psaumes[8].

## Naissances
- 1525 ou 1530 : Pey de Garros, poète français († vers 1583).
- Avant 1525 ou vers 1525 : Luigi Bigi dit Pittorio (ou Lodivico Pittorio), poète et humaniste de Ferrare, né en 1452 ou 1454.

## Décès
- 3 avril : Giovanni Rucellai, écrivain italien, né le 20 octobre 1475.
- 18 mai : Pomponazzi, humaniste et philosophe italien, né le 16 septembre 1462.
- 30 novembre : Guillaume Dubois, dit Crétin, homme d’Église français, poète et compositeur, né vers 1460.